# هنري بينديكت ستيورات
هنري بينيديكت توماس إدوارد ماريا كليمنت فرانسيس زافييه ستيورات، الكاردينال دوق يورك كان الكاردينال الروماني الكاثوليكي الذي عاش في الفترة ما بين 6 مارس 1725 حتى 13 يوليو1807، بالإضافة إلى كونه وريث «حركة اليعاقبة» الذي يدّعي الحصول على عروش إنجلترا واسكتلندا وفرنسا وإيرلندا علانية. على النقيض من والده، جيمس فرانسيس إدوارد ستيورات، وأخيه تشارلز إدوارد سيتورات؛ لم يبذل هنري أي عناء للحصول على العرش. بعد وفاه تشارلز، لم تعترف البابوية بهنري حاكمًا شرعيًا لإنجلترا واسكتلندا وأيرلندا، لكنّها أشارت إليه باسم الكاردينال دوق يورك.
أمضى هنري حياته في الدولة البابويّة، وعمل لفترة طويلة من عمره كأحد رجال الدين في الكنيسة الكاثوليكية الرومانية. ارتقى ليُصبح عميد مجمع الكرادلة، والكاردينال أسقف أوستيا وفاليتري. عند وفاته، كان واحدًا من أقدم الكرادلة في تاريخ الكنيسة.
في مرحلة شبابه، عيّنه والده دوقًا على يورك (طبقة النبلاء اليعاقبة أنصار جيمس الثاني)، واشتهر بهذا اللقب. عند وفاة أخيه في عام 1788، أصبح هنري معروفًا بين اليعقوبيين وحاشيته الخاصة باسم هنري التاسع ملك إنجلترا وإيرلندا، وهنري الأول ملك اسكتلندا، وعلى الرغم من رتبته النبيلة، ظل يُشير إلى نفسه على أنه الكاردينال دوق يورك نونوباتوس.

## نشأته
وُلد هنري في المنفى في السادس من مارس 1725 في بالازو موتي، روما. عُمِّد في اليوم نفسه من قِبل البابا بينيديكت الثالث عشر، بعد نحو 37 عامًا من فقدان جده جيمس الثاني والسابع للعرش، و10 أعوام من محاولات أبيه غير المُجدية لاستعادته. والده جيمس إدوارد سيتورات، الذي كان معروفًا بين خصومه بـ«المُدّعي القديم». والدته الأميرة ماريا كلمنتينا سوبيسكا، حفيدة الملك البولندي والدوق الليتواني الأكبر يان الثالث سوبيسكي. كانت سِمات الطفل الذكي تبدو على هنري، وكان بمقدوره التهجئة والكتابة أفضل من أخيه تشارلز الأكبر سنًا. كان أكثر انطوائية من تشارلز، وشديد الحذر في مُقاربته للمشاكل. وُصف هنري بأنه مُتديّن وحسن الخلق.
ذهب هنري لفرنسا في عام 1745 لمساعدة أخيه الأمير تشارلز إدوارد سيتورات («بوني الأمير تشارلز» أو «المُدّعي الشاب») في الإعداد لإنتفاضة اليقعوبية عام 1745، ملتحقًا بالجيش الفرنسي، إذ كان قائدًا رمزيًا لقوة غزو مؤلفة من 10,000 جندي، لم ينجُ أحدٌ منهم في دنكيرك. خدم بعد ذلك تحت إمرة موريس دو ساكس عندما حاصر أنتوريرب. عاد هنري إلى إيطاليا بعد الهزيمة في كولودين.

## المهنة الكنسية
في 30 يونيو من عام 1747، قصّ البابا بينيديكت الرابع عشر شَعر هنري (ممارسة في الكاثوليكية يُصار فيها قص أو حلاقة بعض الشعر على فروة الرأس أو كله، كعلامة على التفاني الديني أو التواضع) وعيّنه كاردينالًا شمّاسًا لكنسية سانتا ماريا في كامبيتلي، ضمن مجلس كنسيّ عُقد في 3 يوليو من عام 1747. في 27 أغسطس من عام 7471، رُقّي من قِبل البابا بينيديكت بدرجاته الكهنوتية الثانوية الأربعة، ليُصبح قسيسًا في 28 أغسطس من عام 1748، وشمّاسًا في 25 أغسطس من عام 1748. كان شقيقه الأكبر تشارلز حينها في فرنسا، ولم يكن مؤيّدًا للتشريفات الأكليركية، لأنها باعتقاده لن تؤدي إلا إلى زيادة التحامل الديني ضدهم.
لما كانت الكارديناليّة مرتبة وليست إحدى الدرجات الكهنوتية، كان شقيقه تشارلز يأمل لو أقدم هنري على زواج سياسي، وقد شعر بالأسى عندما اكتشف أن أخاه قد رُسّم كاهنًا في الأول من سبتمبر 1748. في وقت لاحق من الشهر ذاته، أصبح هنري كاردينالًا كاهنًا له كنيسته الشماسيّة، وفي عام 1751، أصبح رئيس أساقفة كاتدرائيّة القديس بطرس (بازليك بطرس في الفاتيكان).
كان دخله هائلًا نتيجة للترقيات الأكرليكية التي يتمتّع بها، وبلغت عائداته من الأديرة وتعددية وظائفه الأخرى في الإقليم الفلامندي، وإسبانيا، ونابولي، وفرنسا، نحو 40,000 جنيهًا إسترلينيًا من النقود البريطانية في ذلك الوقت. أدرّ أموالًا بلا جهد على أمريكا الاسبانية. كان يمتلك أرضًا في المكسيك ساهمت إلى حد كبير في دخله.
منح ملك فرنسا لويس الخامس عشر الكاردينال أديرة أوشين وسانت آماند تعويضًا عن اضطراره لطرد أخيه عملًا بشروط معاهدة «إكس لا شابيل».
في ديسمبر 1752، تغيّر مقعده الفخري إلى سانتي أبوستولي؛ وفي عام 1758، سُمّي الكاردينال يورك كاميرلينغو من مجمع الكرادلة المقدّس. شملت مسؤولياته إدارة جميع الممتلكات والرسوم والأموال والإيرادات العائدة لمجمع الكرادلة، وإقامة القدّاس للكاردينال المتوفى والمسؤول عن سجل أكاتا كونسيستوراليا. شارك في اجتماع عام 1758 الذي شهد تعيين بابا الفاتيكان كليمنت الثالث عشر. أصبح رئيس أساقفة كورنث في أكتوبر من العام نفسه، ليستقيل في العام التالي من لقب الشمّاس لكنسية سانتا ماريا في كامبيتلي، وليحمله لكنسية سانتا ماريا في تراستيفري؛ على الرغم من ذلك، احتفظ بكنسية سانتي أبوستولي، وذلك تبعًا للقانون الكنسي الذي كان نوعًا من نقل المنفعة الكنسية القائمة على الثقة لصالح الراعي.
عُيّن هنري الكاردينال أسقف فراسكاتي في الثالث عشر من يوليو 1761. نجح في رؤية أوستيا وفاليتري على تعيينه عميدًا لمجمع الكرادلة المقدّس في السادس والعشرين من سبتمبر 1803. عاش هنري في فراسكاتي وعمل فيها عدة سنوات، وكان ينحدر بعربته بعد ظهر كل يوم إلى روما، حيث مُنح منصب نائب المستشار لقصر ديلا كانسيلريا.
****كان هنري آخر مُطالب بالعرش البريطاني من آل ستيوارت، ونُقشت صورته على قطعة نقدية أو ميداليّة كان يُعتقد بأنها تشفي من الأمراض، لا سيما مرض داء الملك (داء الخنازير)، آل إدعاء اليعاقبة إلى أحفاد عمته الكبرى هنرييت آن ستيوارت، دوقة أورليان الكاثوليك، وبالتالي أصبح كارلو إمانويل الرابع ملك سردينيا المدعي التالي تحت اسم تشارلز الرابع وهو من آل سافوي الإيطالية.
وُصف هنري بأنه كان شديد الابتهاج، ومعتدلًا، وثريًا، عاش عمرًا طويلًا من «الاحترام واللاعدوانية» حتى وفاته.

## روابط خارجية
- هنري بيندكت ستيوارت على موقع الموسوعة البريطانية (الإنجليزية)